# Pterolophia rugulosa
Pterolophia rugulosa là một loài bọ cánh cứng trong họ Cerambycidae.